# Kassia
Kassia, anche Kassiane, Kassiani, Casia', Ikasia, o Eikasia in greco Κασσιανή?, Kassianí (Costantinopoli, 810 circa – Costantinopoli, prima del 865), è stata una badessa, poetessa e compositrice bizantina.

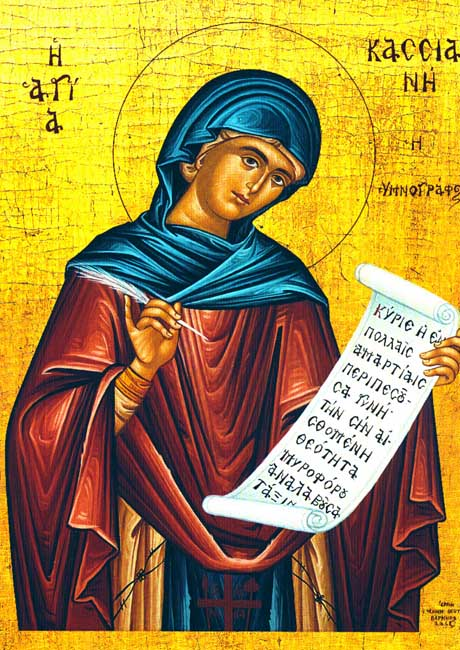
Icona raffigurante Kassia.

È ricordata per essere stata la prima compositrice della storia, poiché non ci sono pervenute partizioni scritte da una donna antecedenti alle sue (almeno nella musica dell'Europa occidentale, poiché abbiamo il nome di alcune compositrici armene del secolo precedente, con le melodie in alcuni casi).

## Biografia
Nata in una famiglia aristocratica greco-bizantina, essa è stata una delle prime compositrici medioevali di cui ci siano pervenute un numero notevole di opere, tanto che i musicologi e i musicisti hanno avuto modo di poter studiare le sue composizioni. Il complesso della sua opera è costituito da circa cinquanta inni, di cui ventitré fanno parte della liturgia della chiesa ortodossa. Il numero esatto dei suoi lavori è comunque imprecisato visto che diversi inni vengono ascritti a diversi autori, in manoscritti diversi, e sono spesso identificati come anonimi.
Oltre agli inni, ci sono pervenuti 261 versi di carattere profano, molti dei quali sono degli epigrammi e degli aforismi chiamati versi gnomici.
Indichiamo di seguito un esempio:
Odio l'uomo ricco che si lamenta come se fosse povero.
Tre cronisti bizantini dell'epoca, Simeone Metafraste, Giorgio il monaco (anche detto Giorgio il peccatore) e Leone il Matematico, sostengono che ella partecipò alla Sfilata delle spose in cui l'imperatore bizantino Teofilo avrebbe dovuto scegliere la sua sposa, consegnando alla prescelta, come d'uso, una mela d'oro. Affascinato dalla bellezza di Kassia, il giovane imperatore l'avvicinò e le disse: "Attraverso una donna si distillano le passioni più vili (riferendosi al peccato originale di Eva)". Kassia gli rispose dicendogli: "Ma attraverso una donna giungono le cose migliori (riferendosi alla nascita di Gesù)." Per orgoglio Teofilo scelse un'altra sposa, Teodora.
Dopo questo episodio, ella fondò un monastero ad ovest di Costantinopoli di cui divenne la badessa. Nonostante molti studiosi attribuiscano questo suo comportamento all'amarezza per il mancato matrimonio con l'imperatore, una lettera di Teodoro Studita indica che ella aveva altre motivazioni per scegliere una vita monastica. Queste erano in stretta relazione con il vicino monastero di Studion che giocò un ruolo centrale nella riedizione della liturgia bizantina fra il IX e il X secolo. Questa situazione ha contribuito a che le opere di Kassia siano giunte intatte sino ai nostri giorni.
Ella scrisse molti inni per la liturgia cristiana, il più famoso dei quali è Inno di Kassiani che viene cantato il martedì santo. 
La tradizione dice che l'imperatore Teofilo, che era innamorato di Kassia, chiese di vederla ancora una volta prima di morire. Si recò pertanto al monastero di Kassia. Ella stava scrivendo il suo Inno quando udì che l'imperatore voleva vederla. Ella era ancora innamorata di Teofilo ma ormai aveva dedicato la sua vita a Dio e scacciò dalla sua mente questo pensiero per evitare che lo stesso potesse sovrastare il suo sentimento religioso. Lasciò così il suo inno incompiuto sul tavolo e si nascose dietro una porta. Teofilo entrò da solo nella cella ma non trovò Kassia. La cercò nella cella ma lei non era lì; nascosta lo guardava. Teofilo era molto triste, pianse e rimpianse di aver, in un moto di orgoglio, respinto una si bella ed intellettuale donna. Poi notò l'inno incompiuto giacente sul tavolo e lo lesse. Quando lo ebbe letto si sedette al tavolo e terminò l'inno che Kassia aveva lasciato incompleto. La leggenda dice che mentre stava per andar via intravide Kassia ma non le parlò. Ella entrò nella stanza dopo che Teofilo era andato via, lesse quanto egli aveva scritto e pianse accoratamente.
L'Inno di Kassiani viene cantato durante la settimana santa il mercoledì santo.